# 多尔多涅河畔博略
多爾多涅河畔博略（法語：Beaulieu-sur-Dordogne，法語發音：[boljø syʁ dɔʁdɔɲ]）是法国科雷兹省的一个市镇，位于该省南部，属于布里夫拉盖亚尔德区。2019年，市镇布里沃扎克并入多尔多涅河畔博略。

## 地理
多尔多涅河畔博略（44°58'42"N, 1°50'18"E）面积16.89 平方千米，位于法国新阿基坦大区科雷兹省，该省份为法国中南部省份，北起上维埃纳省和克勒兹省，西接多爾多涅省，南至洛特省，东临多姆山省和康塔爾省。
多尔多涅河畔博略的时区为UTC+01:00、UTC+02:00（夏令时）。

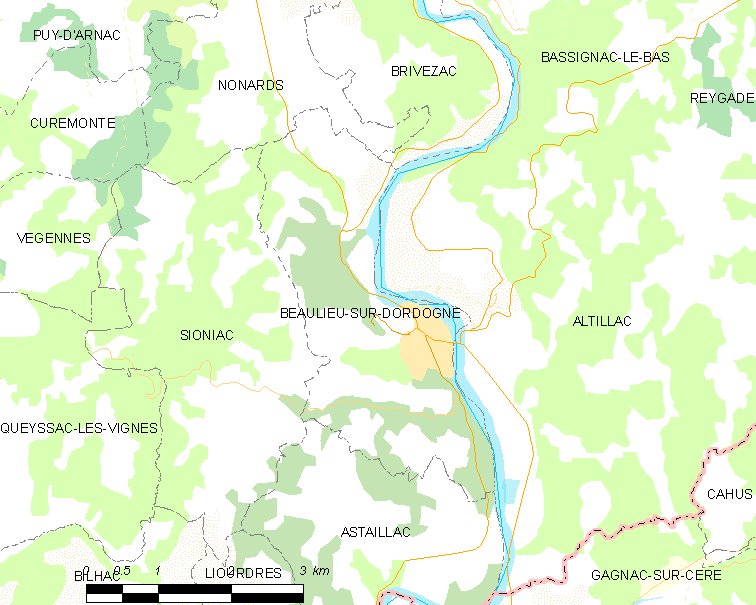
多尔多涅河畔博略的OSM定位图

## 行政
多尔多涅河畔博略的邮政编码为19120，INSEE市镇编码为19019。

## 政治
多尔多涅河畔博略所属的省级选区为科雷兹南部县。

## 交通
科雷兹省省道D12线、D41线、D144线和D940线在境内交汇。科雷兹省城际客运9号线巴士经过境内，可前往布里夫拉盖亚尔德。

## 人口

1962-2008年间多尔多涅河畔博略人口变化图示

多尔多涅河畔博略于2022年1月1日时的人口数量为1310人。